# لاما (لاعب كرة قدم)
لويس لامونا خواو (بالبرتغالية: Luís Mamona João Lamá‏)، من مواليد 1 فبراير 1981 في لواندا في أنغولا، لاعب كرة قدم أنغولي.
بدأ مسيرته الكروية مع نادي بيترو أتلتيكو في عام 2001، وهو يلعب معهم حتى الآن.
منذ عام 2003 وهو يلعب مع منتخب أنغولا لكرة القدم.

## روابط خارجية
- لاما على موقع الاتحاد الدولي (مؤرشف)  (الإنجليزية)
- لاما على موقع قاعدة بيانات كرة القدم.إي يو (الإنجليزية)
- لاما على موقع ناشيونال فوتبول تيمز (الإنجليزية)
- لاما على موقع Soccerway.com (الإنجليزية)